# 321 Флорентіна
321 Флоренті́на (321 Florentina) — астероїд головного поясу, відкритий 15 жовтня 1891 року Йоганном Палізою у Відні.